# Combinata nordica ai VII Giochi olimpici invernali
Nella combinata nordica ai VII Giochi olimpici invernali fu disputata una sola gara, il 29 e il 31 gennaio, che assegnò solo le medaglie olimpiche (a differenza di salto e fondo, i cui titoli furono validi anche come Campionati mondiali di sci nordico).

## Risultati

### Prova di salto
Presero il via 36 atleti di 12 diverse nazionalità. La prima prova disputata, il 29 gennaio, fu quella di salto. A partire dalle 14:30 sul Trampolino Italia, rinnovato per l'occasione, s'impose il sovietico Jurij Moškin davanti al norvegese Sverre Stenersen e allo svedese Bengt Eriksson; decimo si classificò il polacco Franciszek Gąsienica Groń.
I concorrenti avevano diritto a tre salti, valevano per la classifica finale la somma dei migliori due.
| Pos. | Atleta                    | Nazione                   | 1º salto | 1º salto  | 2º salto | 2º salto  | 3º salto | 3º salto  | PC    |
| Pos. | Atleta                    | Nazione                   | Distanza | Punteggio | Distanza | Punteggio | Distanza | Punteggio | PC    |
| ---- | ------------------------- | ------------------------- | -------- | --------- | -------- | --------- | -------- | --------- | ----- |
| 1    | Yury Moshkin              | Unione Sovietica          | 75,5     | 110,5     | 79,5     | 83,5      | 77,0     | 107,0     | 217,5 |
| 2    | Sverre Stenersen          | Norvegia                  | 65,0     | 95,5      | 73,0     | 107,5     | 74,0     | 107,5     | 215,0 |
| 3    | Bengt Eriksson            | Svezia                    | 72,5     | 108,0     | 72,5     | 106,0     | 68,0     | 99,5      | 214,0 |
| 4    | Josef Schiffner           | Austria                   | 71,5     | 105,0     | 73,5     | 106,5     | 73,0     | 104,0     | 211,5 |
| 5    | Aleksander Kowalski       | Polonia                   | 69,5     | 99,0      | 74,0     | 104,5     | 75,0     | 106,0     | 210,5 |
| 5    | Hiroshi Yoshizawa         | Giappone                  | 69,5     | 98,0      | 76,5     | 106,5     | 74,0     | 104,0     | 210,5 |
| 7    | Willi Egger               | Austria                   | 69,5     | 102,0     | 73,0     | 105,0     | 72,5     | 103,0     | 208,0 |
| 8    | Edvard Olavi Nieminen     | Finlandia                 | 65,0     | 99,5      | 70,5     | 105,0     | 68,0     | 101,0     | 206,0 |
| 9    | Gerhard Glaß              | Squadra Unificata Tedesca | 72,0     | 103,0     | 72,5     | 100,5     | 72,5     | 77,0      | 203,5 |
| 10   | Franciszek Gąsienica Groń | Polonia                   | 66,5     | 60,0      | 72,5     | 101,5     | 71,5     | 101,5     | 203,0 |
| 10   | Tormod Knutsen            | Norvegia                  | 63,5     | 89,5      | 70,5     | 103,5     | 69,0     | 99,5      | 203,0 |
| 12   | Alfred Prucker            | Italia                    | 70,0     | 101,0     | 70,0     | 100,0     | 67,0     | 95,0      | 201,0 |
| 12   | Leonid Fyodorov           | Unione Sovietica          | 70,5     | 101,0     | 71,0     | 100,0     | 69,0     | 98,0      | 201,0 |
| 14   | Nikolaj Gusakov           | Unione Sovietica          | 67,0     | 98,0      | 72,5     | 102,0     | 70,0     | 96,5      | 200,0 |
| 15   | Arne Barhaugen            | Norvegia                  | 64,5     | 99,0      | 67,0     | 98,5      | 68,0     | 100,0     | 199,0 |
| 16   | Leopold Kohl              | Austria                   | 66,5     | 97,5      | 69,5     | 101,0     | 68,0     | 95,5      | 198,5 |
| 17   | Marvin Crawford           | Stati Uniti               | 67,0     | 96,5      | 69,5     | 97,5      | 69,5     | 99,0      | 196,5 |
| 17   | Paavo Korhonen            | Finlandia                 | 65,5     | 97,0      | 67,0     | 96,5      | 69,5     | 99,5      | 196,5 |
| 19   | Enzo Perin                | Italia                    | 67,0     | 97,5      | 70,0     | 98,5      | 68,0     | 95,5      | 196,0 |
| 20   | Heinz Hauser              | Squadra Unificata Tedesca | 64,5     | 93,0      | 71,0     | 101,0     | 67,5     | 94,0      | 195,0 |
| 21   | Esko Jussila              | Finlandia                 | 63,5     | 96,5      | 65,0     | 97,5      | 65,0     | 95,0      | 194,0 |
| 22   | Vítězslav Lahr            | Cecoslovacchia            | 64,0     | 92,0      | 68,0     | 98,0      | 67,0     | 95,0      | 193,0 |
| 23   | Koichi Sato               | Giappone                  | 66,0     | 93,0      | 68,0     | 98,0      | 65,5     | 93,5      | 191,5 |
| 24   | Helmut Böck               | Squadra Unificata Tedesca | 66,0     | 97,0      | 66,5     | 93,0      | 65,5     | 91,5      | 190,0 |
| 25   | Josef Nüsser              | Cecoslovacchia            | 64,5     | 92,5      | 68,0     | 95,5      | 65,5     | 94,0      | 189,5 |
| 26   | Kjetil Mårdalen           | Norvegia                  | 64,0     | 93,0      | 65,5     | 92,5      | 67,0     | 96,0      | 189,0 |
| 27   | Uno Kajak                 | Unione Sovietica          | 59,0     | 84,0      | 64,5     | 92,0      | 66,5     | 94,5      | 186,5 |
| 28   | Vlastimil Melich          | Cecoslovacchia            | 60,5     | 88,5      | 62,0     | 90,5      | 65,0     | 93,0      | 183,5 |
| 29   | Jan Raszka                | Polonia                   | 64,0     | 89,0      | 65,0     | 91,5      | 64,5     | 91,0      | 182,5 |
| 30   | Charles Tremblay          | Stati Uniti               | 61,5     | 88,0      | 64,0     | 91,0      | 64,5     | 91,0      | 182,0 |
| 31   | Irvin Servold             | Canada                    | 64,0     | 91,0      | 64,5     | 89,0      | 63,0     | 87,5      | 180,0 |
| 32   | Herbert Leonhardt         | Squadra Unificata Tedesca | 56,0     | 79,5      | 62,0     | 89,0      | 62,0     | 88,0      | 177,0 |
| 33   | Józef Daniel Krzeptowski  | Polonia                   | 57,0     | 78,0      | 62,0     | 87,5      | 60,5     | 86,0      | 173,5 |
| 33   | Theodor Farwell           | Stati Uniti               | 60,5     | 88,5      | 59,5     | 83,0      | 61,0     | 85,0      | 173,5 |
| 35   | Aldo Pedrana              | Italia                    | 60,5     | 85,0      | 58,0     | 79,5      | 60,0     | 83,0      | 168,0 |
| 36   | Buck Levy                 | Stati Uniti               | 54,5     | 72,5      | 60,0     | 80,5      | 61,0     | 81,5      | 162,0 |

### Prova di fondo
Due giorni dopo si corse la 15 km di sci di fondo e per la prima volta non si trattò della medesima gara valida di per sé per l'assegnazione dei titoli olimpici e iridati nella disciplina; anche la distanza - 15 km - fu una novità; fino ad allora la prova di fondo della combinata era stata di 18 km. A partire dalle 9:00, su un percorso che copriva un dislivello di 185 m con partenza e arrivo nello Stadio della neve (la struttura che ospitava il Trampolino Italia), gli atleti gareggiarono su neve ghiacciata, polverosa sulla pista, e con temperature comprese tra -8° e -4°. Moškin chiuse soltanto trentunesimo e nella classifica finale discese fino al tredicesimo posto; Stenersen, per contro, vinse la prova di fondo (davanti al finlandese Paavo Korhonen e al norvegese Arne Barhaugen) e conquistò l'oro; Eriksson, 15° nel fondo, scalò al secondo posto, mentre al terzo risalì Gąsienica Groń, autore del settimo tempo.
| Pos. | Atleta                    | Nazione                   | Tempi | Tempi | Tempi   | PC      |
| Pos. | Atleta                    | Nazione                   | 5 Km  | 10 Km | 15 Km   | PC      |
| ---- | ------------------------- | ------------------------- | ----- | ----- | ------- | ------- |
| 1    | Sverre Stenersen          | Norvegia                  | 15:20 | 34:27 | 56:18   | 240,000 |
| 2    | Paavo Korhonen            | Finlandia                 | 15:20 | 34:10 | 56:32   | 239,097 |
| 3    | Arne Barhaugen            | Norvegia                  | 15:26 | 34:54 | 57:11   | 236,581 |
| 4    | Vlastimil Melich          | Cecoslovacchia            | 15:41 | 34:53 | 57:18   | 236,100 |
| 5    | Vítězslav Lahr            | Cecoslovacchia            | 15:36 | 34:59 | 57:39   | 234,800 |
| 6    | Kjetil Mårdalen           | Norvegia                  | 15:27 | 34:42 | 57:43   | 234,500 |
| 7    | Franciszek Gąsienica Groń | Polonia                   | 15:46 | 35:17 | 57:55   | 233,800 |
| 8    | Nikolaj Gusakov           | Unione Sovietica          | 15:53 | 35:32 | 58:17   | 232,300 |
| 9    | Tormod Knutsen            | Norvegia                  | 16:02 | 35:29 | 58:22   | 232,000 |
| 10   | Alfred Prucker            | Italia                    | 16:07 | 35:52 | 58:52   | 230,100 |
| 11   | Helmut Böck               | Squadra Unificata Tedesca | 15:59 | 35:57 | 59:13   | 228,700 |
| 12   | Leonid Fyodorov           | Unione Sovietica          | 16:21 | 36:16 | 59:17   | 228,500 |
| 13   | Josef Nüsser              | Cecoslovacchia            | 16:03 | 36:19 | 59:28   | 227,800 |
| 14   | Edvard Olavi Nieminen     | Finlandia                 | 16:14 | 36:20 | 1:00:20 | 224,400 |
| 15   | Aldo Pedrana              | Italia                    | 16:17 | 36:42 | 1:00:36 | 223,400 |
| 15   | Bengt Eriksson            | Svezia                    | 16:26 | 36:55 | 1:00:36 | 223,400 |
| 17   | Heinz Hauser              | Squadra Unificata Tedesca | 16:30 | 37:13 | 1:00:43 | 222,900 |
| 18   | Enzo Perin                | Italia                    | 16:13 | 36:23 | 1:00:48 | 222,600 |
| 18   | Józef Daniel Krzeptowski  | Polonia                   | 16:35 | 37:04 | 1:00:48 | 222,600 |
| 18   | Uno Kajak                 | Unione Sovietica          | 16:12 | 36:59 | 1:00:48 | 222,600 |
| 21   | Leopold Kohl              | Austria                   | 16:41 | 37:09 | 1:01:00 | 221,800 |
| 22   | Theodor Farwell           | Stati Uniti               | 16:26 | 36:54 | 1:01:21 | 220,500 |
| 23   | Herbert Leonhardt         | Squadra Unificata Tedesca | 16:15 | 36:49 | 1:01:34 | 219,600 |
| 24   | Irvin Servold             | Canada                    | 16:53 | 37:41 | 1:01:44 | 219,000 |
| 25   | Josef Schiffner           | Austria                   | 16:15 | 37:02 | 1:02:02 | 217,800 |
| 26   | Marvin Crawford           | Stati Uniti               | 16:35 | 37:49 | 1:02:24 | 216,400 |
| 27   | Esko Jussila              | Finlandia                 | 17:31 | 38:06 | 1:02:38 | 215,500 |
| 28   | Willi Egger               | Austria                   | 16:59 | 38:19 | 1:03:00 | 214,100 |
| 29   | Aleksander Kowalski       | Polonia                   | 16:59 | 38:28 | 1:03:37 | 211,700 |
| 30   | Gerhard Glaß              | Squadra Unificata Tedesca | 17:04 | 38:44 | 1:04:17 | 209,100 |
| 31   | Yury Moshkin              | Unione Sovietica          | 17:19 | 39:01 | 1:04:18 | 209,100 |
| 32   | Jan Raszka                | Polonia                   | 17:18 | 39:28 | 1:05:15 | 205,400 |
| 33   | Buck Levy                 | Stati Uniti               | 17:26 | 39:36 | 1:05:42 | 203,600 |
| 34   | Charles Tremblay          | Stati Uniti               | 18:31 | 41:35 | 1:07:40 | 196,000 |
| 35   | Koichi Sato               | Giappone                  | 18:33 | 41:35 | 1:08:21 | 193,400 |
| -    | Hiroshi Yoshizawa         | Giappone                  | Rit.  | Rit.  | Rit.    | Rit.    |

### Classifica Finale
| Pos.    | Atleta                    | Nazione                   | Salto | Fondo   | Totale  |
| ------- | ------------------------- | ------------------------- | ----- | ------- | ------- |
| Oro     | Sverre Stenersen          | Norvegia                  | 215,0 | 240,000 | 455,000 |
| Argento | Bengt Eriksson            | Svezia                    | 214,0 | 223,400 | 437,400 |
| Bronzo  | Franciszek Gąsienica Groń | Polonia                   | 203,0 | 233,800 | 436,800 |
| 4       | Paavo Korhonen            | Finlandia                 | 196,5 | 239,097 | 435,597 |
| 5       | Arne Barhaugen            | Norvegia                  | 199,0 | 236,581 | 435,581 |
| 6       | Tormod Knutsen            | Norvegia                  | 203,0 | 232,000 | 435,000 |
| 7       | Nikolaj Gusakov           | Unione Sovietica          | 200,0 | 232,300 | 432,300 |
| 8       | Alfred Prucker            | Italia                    | 201,0 | 230,100 | 431,100 |
| 9       | Edvard Olavi Nieminen     | Finlandia                 | 206,0 | 224,400 | 430,400 |
| 10      | Leonid Fyodorov           | Unione Sovietica          | 201,0 | 228,500 | 429,500 |
| 11      | Josef Schiffner           | Austria                   | 211,5 | 217,800 | 429,300 |
| 12      | Vítězslav Lahr            | Cecoslovacchia            | 193,0 | 234,800 | 427,800 |
| 13      | Yury Moshkin              | Unione Sovietica          | 217,5 | 209,100 | 426,600 |
| 14      | Kjetil Mårdalen           | Norvegia                  | 189,0 | 234,500 | 423,500 |
| 15      | Aleksander Kowalski       | Polonia                   | 210,5 | 211,700 | 422,200 |
| 16      | Willi Egger               | Austria                   | 208,0 | 214,100 | 422,100 |
| 17      | Leopold Kohl              | Austria                   | 198,5 | 221,800 | 420,300 |
| 18      | Vlastimil Melich          | Cecoslovacchia            | 183,5 | 236,100 | 419,600 |
| 19      | Helmut Böck               | Squadra Unificata Tedesca | 190,0 | 228,700 | 418,700 |
| 20      | Enzo Perin                | Italia                    | 196,0 | 222,600 | 418,600 |
| 21      | Heinz Hauser              | Squadra Unificata Tedesca | 195,0 | 222,900 | 417,900 |
| 22      | Josef Nüsser              | Cecoslovacchia            | 189,5 | 227,800 | 417,300 |
| 23      | Marvin Crawford           | Stati Uniti               | 196,5 | 216,400 | 412,900 |
| 24      | Gerhard Glaß              | Squadra Unificata Tedesca | 203,5 | 209,100 | 412,600 |
| 25      | Esko Jussila              | Finlandia                 | 194,0 | 215,500 | 409,500 |
| 26      | Uno Kajak                 | Unione Sovietica          | 186,5 | 222,600 | 409,100 |
| 27      | Irvin Servold             | Canada                    | 180,0 | 219,000 | 399,000 |
| 28      | Herbert Leonhardt         | Squadra Unificata Tedesca | 177,0 | 219,600 | 396,600 |
| 29      | Józef Daniel Krzeptowski  | Polonia                   | 173,5 | 222,600 | 396,100 |
| 30      | Theodor Farwell           | Stati Uniti               | 173,5 | 220,500 | 394,000 |
| 31      | Aldo Pedrana              | Italia                    | 168,0 | 223,400 | 391,400 |
| 32      | Jan Raszka                | Polonia                   | 182,5 | 205,400 | 387,900 |
| 33      | Koichi Sato               | Giappone                  | 191,5 | 193,400 | 384,900 |
| 34      | Charles Tremblay          | Stati Uniti               | 182,0 | 196,000 | 378,000 |
| 35      | Buck Levy                 | Stati Uniti               | 162,0 | 203,600 | 365,600 |
| -       | Hiroshi Yoshizawa         | Giappone                  | 210,5 | Rit,    | -       |

## Medagliere per nazioni
| Posizione | Nazione  | Oro | Argento | Bronzo | Totale |
| --------- | -------- | --- | ------- | ------ | ------ |
| 1         | Norvegia | 1   | 0       | 0      | 1      |
| 2         | Svezia   | 0   | 1       | 0      | 1      |
| 3         | Polonia  | 0   | 0       | 1      | 1      |